# Juliane Lugsteiner
Juliane Lugsteiner (* 3. Oktober 1953 in Theresienfeld) ist eine österreichische Politikerin (SPÖ) und Caféhausbetreiberin. Sie ist seit 2008 Mitglied des österreichischen Bundesrates und seit 2004 Vizebürgermeisterin von Theresienfeld.

## Ausbildung und Beruf
Lugsteiner besuchte von 1959 bis 1963 die Volksschule in Theresienfeld und absolvierte danach von 1963 bis 1967 die Hauptschule in Felixdorf. Nach dem Besuch des polytechnischen Lehrgangs im Schuljahr 1967/68 erlernte sie ab 1968 den Beruf der Bürokauffrau und absolvierte parallel die kaufmännische Berufsschule. 1971 schloss sie ihre Lehre ab. Lugsteiner war in der Folge von 1971 bis 2002 als Bürokauffrau tätig, wobei sie von 1991 bis 1993 den Universitären Lehrgang für angewandte Betriebswirtschaft und Kommunikation am Regionalen Innovations-Zentrum in Wiener Neustadt absolvierte. Lugsteiner betreibt seit 2004 ein Kaffeehaus.

## Politik und Funktionen
Lugsteiner wurde 1990 in den Gemeinderat ihrer Heimatgemeinde Theresienfeld gewählt und übernahm 1995 die Funktion eines geschäftsführenden Mitglieds des Gemeinderates von Theresienfeld. 2004 stieg sie zur Vizebürgermeisterin der Gemeinde auf und übernahm gleichzeitig die innerparteiliche Funktion der Vorsitzenden der Gemeinderatsfraktion der SPÖ Theresienfeld. Innerparteilich war Lugsteiner von 1991 bis 2007 zudem Ortsparteivorsitzende der SPÖ Theresienfeld, auf Bezirksebene wirkt sie seit 2001 als Bezirksparteivorsitzender-Stellvertreterin der SPÖ Wiener Neustadt. Lugsteiner ist zudem auf Landesebene seit 2001 als Mitglied des Landesparteivorstandes der SPÖ Niederösterreich aktiv und wurde 2006 auch zum Mitglied des SPÖ-Bundesparteivorstandes gewählt. Des Weiteren engagiert sie sich in der SPÖ Frauenorganisation, wobei sie sich seit 2001 als Bezirksfrauenvorsitzende der SPÖ Wiener Neustadt engagiert und 2001 auch zur stellvertretenden Landesfrauenvorsitzende der SPÖ Niederösterreich gewählt wurde.
Lugsteiner war vom 10. April 2008 bis zum 23. April 2013 Mitglied des Bundesrates. Sie übernahm 2010 bzw. 2011 die Funktion der Stellvertretenden Ausschussvorsitzenden im Gleichbehandlungsausschuss bzw. im Ausschuss für Familie und Jugend. Des Weiteren ist sie Mitglied im Ausschuss für Arbeit, Soziales und Konsumentenschutz und Mitglied im Gesundheitsausschuss.
Seit 2007 wirkt sie zudem ehrenamtlich als Obmann-Stellvertreterin im Verein zur Erhaltung und Erneuerung der Infrastruktur der Marktgemeinde Theresienfeld. Zudem ist sie Vorsitzender-Stellvertreterin im Verein für Arbeits- und Beschäftigungsinitiativen Phönix Wiener Neustadt.

## Privates
Lugsteiner ist verheiratet und Mutter eines Sohnes.